# Victoria line
La Victoria line (en français : « ligne Victoria ») est une ligne du métro de Londres, reliant Walthamstow Central au nord-est à Brixton au sud. Longue de 22,5 kilomètres, elle dessert 16 stations. Inaugurée en 1968 après huit ans de travaux, elle est actuellement exploitée avec des rames de type 2009 Stock. Elle est représentée en bleu clair sur le plan du métro de Londres.
Avec 263 millions de passagers par an, elle est la quatrième ligne la plus fréquentée du réseau, après la Northern line, Central line et Jubilee line. Elle est également la seule du réseau, avec la courte Waterloo & City line (faisant office de navette entre les rives de la Tamise, ne desservant aucune station intermédiaire entre ses deux termini), à être intégralement souterraine. Seul l'embranchement menant de la station Seven Sisters au dépôt de Northumberland Park est extérieur.

## Histoire

### Origines du projet
Un tunnel d'essai de Tottenham à Manor House sous Seven Sisters Road est construit en 1959 et ensuite intégré à la ligne. Le nom de Victoria line remonte à 1955 (bien que la gare de Londres-Victoria, que la ligne dessert, ouvre en 1860), en honneur à la reine Victoria, d'autres suggestions étant « Walvic line » (mot-valise constitué de Walthamstow et Victoria) et « Viking » (contraction de Victoria et King's Cross). 
La ligne Victoria est conçue pour soulager la saturation des autres lignes, notamment la Piccadilly line, ainsi que pour maximiser les correspondances possibles. Il est décidé de construire la ligne de Walthamstow Central à Wood Street (Walthamstow), où elle devait revenir à la surface pour s'achever près de la gare de chemin de fer. Toutefois, à la suite d'une décision prise à la fin de l'année 1961, la ligne est limitée à la gare de Walthamstow (Hoe Street), station qui est rebaptisée par la suite Walthamstow Central en 1968.
Chaque station en dehors de celle de Pimlico est construite comme une station de correspondance et plusieurs stations existantes sont réorganisées pour permettre des échanges de quai à quai. Dans certains cas, cela est réalisé en plaçant les quais de la Victoria line de chaque côté de la station existante, tandis que dans d'autres, la Victoria line utilise un des anciens quais et la ligne préexistante est détournée vers un nouveau quai. À Euston, les trains en direction du nord de la Victoria line et la Northern line (branche de Bank) circulent le long de quais voisins, même si elles se déplacent en fait en sens opposé. Des correspondances de même direction se rencontrent à Stockwell (avec la Northern line), Oxford Circus (avec la Bakerloo line), Highbury & Islington (avec First Capital Connect, originellement la Northern City Line) et à Finsbury Park (avec Piccadilly line).
Toutes les stations de la ligne Victoria sont à l'origine dotées de carrelage bleu et gris à la mode de l'époque. Chaque station est décorée avec des motifs de carrelage encadrant les sièges pour les distinguer les unes des autres. Lors de la construction de la Jubilee line à la fin des années 1970, les motifs originaux de la station Green Park sont remplacés par des motifs correspondant à la nouvelle conception du design des quais de la Jubilee line.

### Ouverture

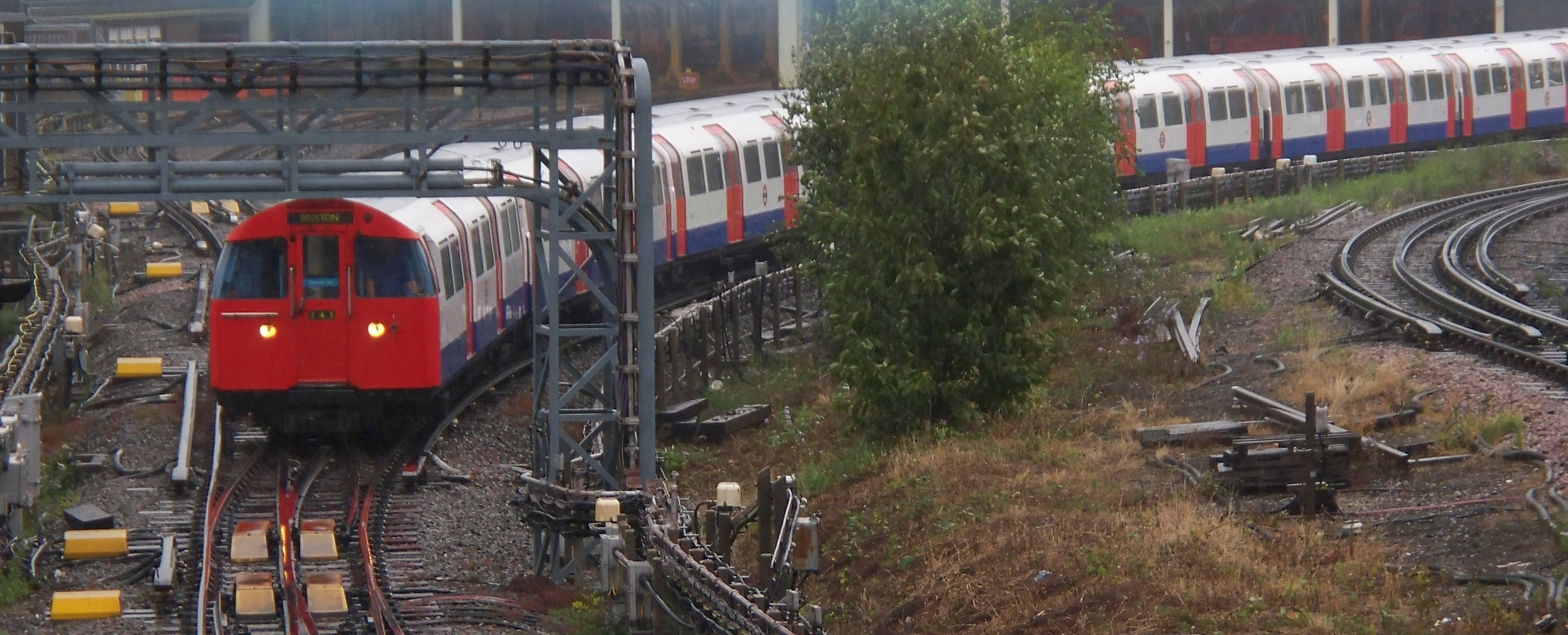
Une rame de type 1967 Stock quitte le dépôt de Northumberland Park.

Le premier tronçon ouvert est celui de Walthamstow Central à Highbury & Islington. Il n'y a pas de cérémonie d'inauguration, le service commençant simplement le dimanche 1er septembre 1968. Le premier train quitte Walthamstow Central pour Highbury & Islington à environ 6 h 30 du matin. La même année, la tronçon entre Highbury & Islington et Warren Street est mis en service.
Lors de la cérémonie officielle d'ouverture, qui a lieu à la gare de Londres Victoria le 7 mars 1969, la reine Élisabeth II dévoile une plaque commémorative. Après un brève célébration, elle achète un billet « 5d » (cinq anciens pence) et s'est rendue à la station de Green Park. Elle fut la première (et, à ce jour, la seule) monarque britannique à faire un voyage en métro de Londres pendant son règne. La princesse Alexandra de Kent inaugure le prolongement à Brixton le 23 juillet 1971, réalisant également un voyage de Brixton à Vauxhall.

## Exploitation et matériel roulant

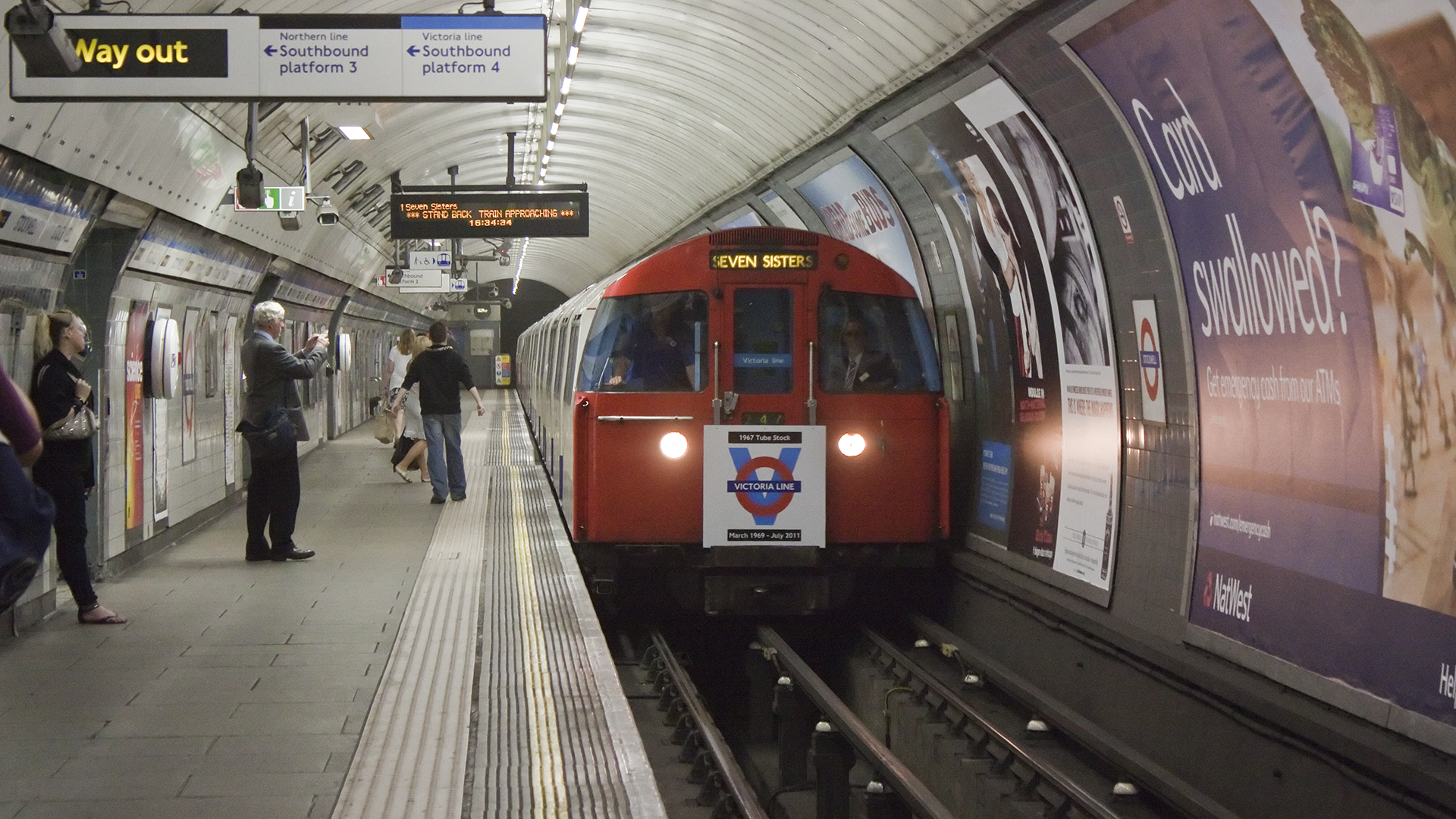
La ligne est exploitée avec des rames de type 1967 Stock de son ouverture à 2011.

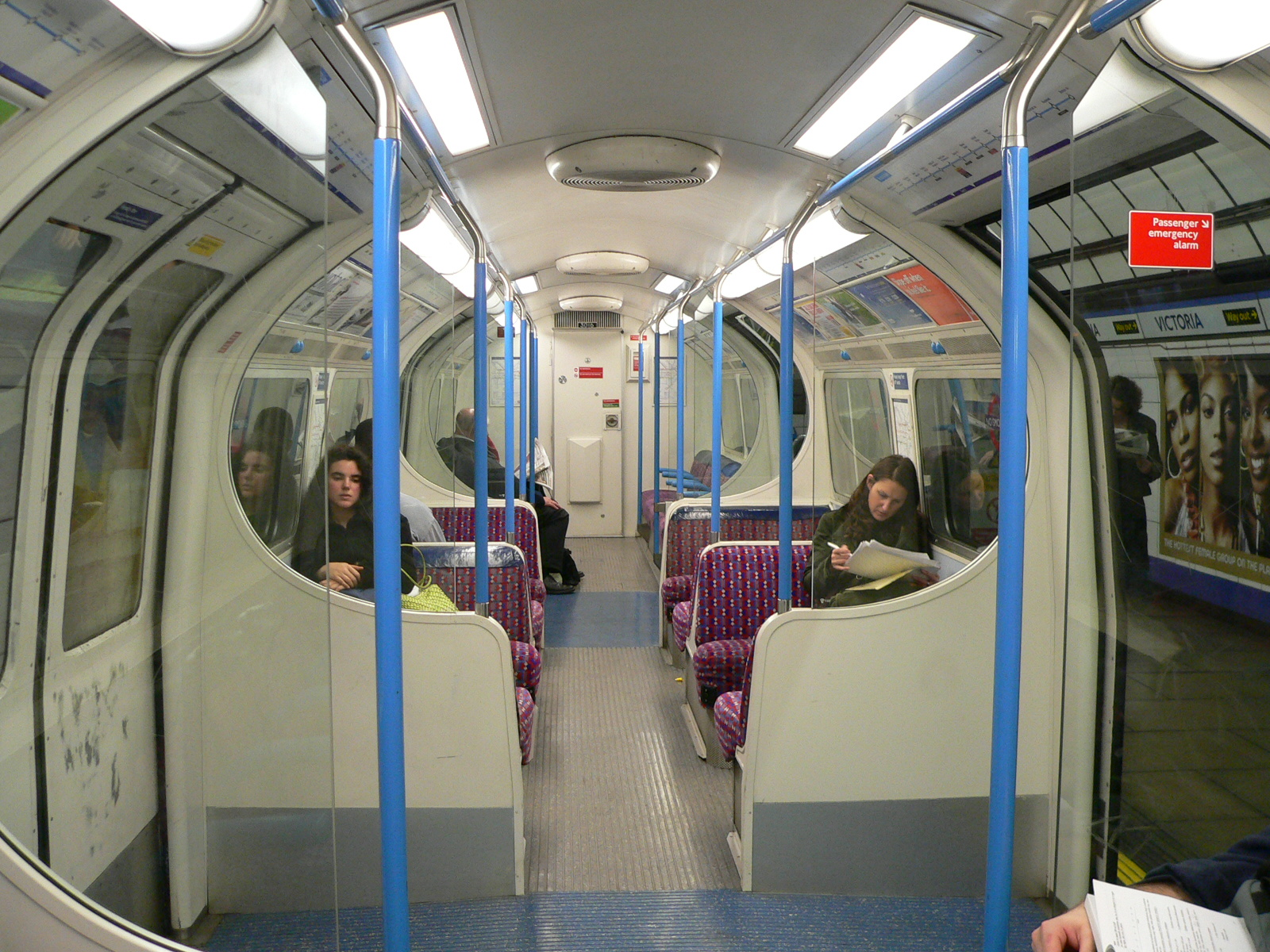
À bord d'une voiture de la Victoria line de type 1967 Stock.

Les trains circulent toutes les deux à deux minutes trente pendant les heures de pointe. En service normal, tous les trains circulent de Brixton à Seven Sisters et environ deux sur trois continuent jusqu'à Walthamstow Central.
La Victoria line est desservie par une flotte de quarante-sept rames de type 2009 Stock, remplaçant les anciens 1967 Stock en 2011. Chacune est composée de deux unités de quatre voitures. La ligne est équipée d'un système de fonctionnement automatique du train (ATO), l'exploitant ferroviaire (conducteur) ferme les portes du train et enclenche deux boutons « démarrage » et, si la voie est libre, l'ATO mène le train à une vitesse maîtrisée à la station suivante et l'arrête. 
Ce système est mis en place à l'ouverture de la ligne en 1968, faisant de la Victoria line la première ligne de métro à pilotage automatique au monde.

## Stations
Liste des stations d'est en ouest :
- Walthamstow Central (correspondances trains gare de Walthamstow Central)
- Blackhorse Road (correspondances trains gare de Blackhorse Road)
- Tottenham Hale (correspondances trains gare de Tottenham Hale)
- Seven Sisters (correspondances trains gare de Seven Sisters)
- Finsbury Park
- Highbury & Islington (correspondances trains gare de Highbury & Islington)
- King's Cross St. Pancras (correspondances trains gare de King's Cross)
- Euston (correspondances trains gare d'Euston)
- Warren Street
- Oxford Circus
- Green Park
- Victoria (correspondances trains gare de Londres-Victoria)
- Pimlico
- Vauxhall (correspondances trains gare de Vauxhall)
- Stockwell
- Brixton (correspondances trains gare de Brixton)

## Motifs de carrelage sur la Victoria line
| Station                  | Picture | Artiste(s)             | Photo motif |
| ------------------------ | --- | ---------------------- | ----------- |
| Walthamstow Central      | Un dessin de William Morris, homme local | Julia Black            |             |
| Blackhorse Road          | Un cheval noir (black horse en anglais) | Hans Unger             |             |
| Tottenham Hale           | Un ferry du Moyen Âge, traversant la rivière Lea, qui desserte Tottenham                                                                                                  | Edward Bawden (en)     |             |
| Seven Sisters            | Sept arbres, les « sept sœurs » (seven sisters en anglais) originales de la localité                                                                                      | Hans Unger             |             |
| Finsbury Park            | Une paire de fusils se croisant, accompagné par un arbre | Tom Eckersley (en)     |             |
| Highbury & Islington     | L'ancien manoir (château) de Highbury, détruit dans la Révolte des paysans                                                                                                | Edward Bawden (en)     |             |
| King's Cross St. Pancras | Cinq couronnes de saint Édouard sur une croix (un rébus de King's Cross)                                                                                                  | Tom Eckersley (en)     |             |
| Euston                   | L'ancien Arc d'Euston, entrée de la gare éponyme, qui était détruit en 1962                                                                                               | Tom Eckersley (en)     |             |
| Warren Street            | Une labyrinthe, un rébus du mot anglais « warren » pour lapinière | Crosby/Fletcher/Forbes |             |
| Oxford Circus            | Un cercle et des points bleus, rouges et bruns, représentant la station de correspondance sur le plan du métro de Londres, entre les lignes Victoria, Central et Bakerloo | Hans Unger             |             |
| Green Park               | Les arbres du parc éponyme, vus de l'haut | Hans Unger             |             |
| Victoria                 | Une silhouette de la reine Victoria éponyme | Edward Bawden (en)     |             |
| Pimlico                  | Points jaunes, représentant l'art dans la Tate Britain proche | Peter Sedgely          |             |
| Vauxhall                 | Les portes des anciens jardins de Vauxhall | George Smith           |             |
| Stockwell                | Une image cachée d'un cygne entre lignes de blanc, bleu et noir, référant à un pub proche                                                                                 | Abram Games (en)       |             |
| Brixton                  | Une pile de briques, un rébus du nom de la ville de la locution anglaise « ton of bricks »                                                                                | Hans Unger             |             |